# Louis Cavaillès
Pour les articles homonymes, voir Cavaillès.
Louis Cavaillès est un mécanicien navigant dans les premières années de l'aviation commerciale. Il a notamment participé aux débuts du transport de courrier vers l'Afrique et l'Amérique du Sud.

## Carrière
Louis Cavaillès est né le 23 mars 1901 à Castelnau-de-Brassac. D'origine modeste, il cherche très tôt à échapper au train-train de son village natal. À Béziers, il acquiert quelques notions de mécanique, ce qui lui permet de faire son service militaire à la Base aérienne 120 Cazaux, dans les Landes. Sa vision ne lui permet pas de piloter, mais son acharnement lui permet d'apprendre la mécanique.
Il rencontre Gaston Vedel qui devient son ami. Ce dernier, pilote, lui fait rencontrer Pierre-Georges Latécoère qui recrute des équipes pour créer une ligne aérienne Toulouse-Casablanca, puis Casablanca-Dakar. Cavaillès est recruté à la fin de son service en 1923 et débute sous les ordres de Didier Daurat à l'aérodrome de Montaudran.
En 1927, il fait partie du personnel lors de la fondation de la compagnie générale aéropostale. 
Il prend part au succès de la première traversée de l'Atlantique entre Dakar au Sénégal et Natal au Brésil par Jean Mermoz. À cette occasion, il montre son sens de l'anticipation : contrairement aux ordres d'alléger l'avion au maximum, il laisse un bidon d'huile avec la complicité du mécanicien navigant et part en bateau à Natal attendre le Latécoère 28. Après plusieurs départs manqués, l'avion entame la traversée avec un moteur fatigué qui va révéler une fuite d'huile au milieu de l'océan. Le bidon secrètement laissé permettra à l'équipage de maintenir une quantité d'huile suffisante pour éviter la casse et donc de réussir la traversée. 
Lors de la liquidation de l'aéropostale, Cavaillès et les autres membres du personnel sont repris par la nouvelle compagnie Air France. Il travaille notamment avec René Couzinet à la mise au point de nouveaux hydravions. Durant la seconde Guerre mondiale il doit travailler pour les forces d'occupation. Cette activité lui déplait. Il cherche à fuir à Alger, mais est fait prisonnier et envoyé au camp de Buchenwald. Libéré en 1945, il reprend son travail de mécanicien d'essai navigant. En 1955, chassé par les qualifications requises sur les nouveaux appareils, il part à Dakar travailler comme chef mécanicien sur DC3 et DC4. 
Il prend sa retraite en 1960. Il fait construire une villa à Pau. C'est là qu'il meurt le 15 juillet 1983.
Il disait de son métier : « Moi, j’étais comme le croyant qui s’en va à l’église, qui s’agenouille et qui, parce qu’il croit en Dieu, prie avec ferveur. Ce métier je le faisais comme ça. »